# Zpěvohra
Zpěvohra je český výraz tradičně označující některé formy hudebního divadla, jeho přesný obsah se však v čase a u různých autorů značně lišil. Vznikl v pozdním českém národním obrození jako ekvivalent německého výrazu singspiel, od druhé poloviny 19. století byl používán jako synonymum slova opera, avšak v tomto významu zastaral a nyní je používán především ve specifických významech jednak české pololidové hudebně-dramatické tvorby 18. století, jednak české podoby singspielu v první polovině 19. století, případně též alternativního názvu pro operetu.

## Původ pojmu a historické významy
Pojem zpěvohra vznikl na počátku 19. století (kolem roku 1800) jako překlad německého výrazu „singspiel“ a měl původně shodný význam, totiž dramatické dílo s výrazným podílem hudby v národním jazyce. V rámci obrozenské estetiky, která dělila divadlo obecně na základní druhy divadla zpívaného („zpěvohra“), mluveného („činohra“) a výlučně pohybového („němohra“), se stal obecným výrazem pro hudební divadlo a označoval mimo jiné první pokusy o českou operu (například díla Františka Škroupa). K tomuto širokému pojetí „zpěvohry“ se vracel v 1. polovině 20. století Otakar Zich, např. ve své práci Estetika dramatického umění z roku 1931, podobně i Jan Trojan v Operním slovníku věcném.
Ve 2. polovině 19. století pak nabyl specifického významu „opera“; tento pojem používal Bedřich Smetana jak ve svých divadelních kritikách, tak pro označení vlastních děl (Braniboři v Čechách, Prodaná nevěsta, Libuše a Tajemství), po něm hudební vědci Otakar Hostinský, Zdeněk Nejedlý a ještě ve 40. letech 20. století Přemysl Pražák ve své čtyřdílné práci Smetanovy zpěvohry. Rovněž někteří další skladatelé volili pro své opery toto pojmenování, i Ottův slovník naučný považuje „zpěvohru“ za synonymum „opery“ (sv. 27, str. 680). Pojem „opera“ byl však v českém prostředí používán již v 18. století a po celé 19. století souběžně s pojmem „zpěvohra“ a od počátku 20. století jej postupně vytlačil.
Oživení pojmu „zpěvohra“ v jiném významu nastává v 50. letech 20. století, kdy byla z hlediska komunistické estetiky odsuzována opereta jako úpadkový buržoazní žánr, přitom však bylo podporováno „lidové“ zábavné hudební divadlo, často se zdůrazňováním přímé návaznosti na divadlo obrozenské doby (např. Rudolf Kubín: Pasekáři, Julius Kalaš: Mlynářka z Granady, Dovolená s Andělem, Miloš Machek: Zbojník Ondráš, Ludvík Podéšť: Slepice a kostelník…), což se vyjadřovalo pojmem „zpěvohra“. „Zpěvoherními“ se pak nazývaly operetní, respektive později operetní a muzikálové soubory.

## Zpěvohra v moderním pojetí
V moderní literatuře se používání pojmu „zpěvohra“ často omezuje na česká profesionální díla kombinující hudbu a mluvené slovo z konce 18. a první poloviny 19. století, pohybující se od pouhé hry se zpěvy přes českojazyčný singspiel po pokusy o operu. Vedle Škroupových děl (zejména Dráteníka, 1826) sem patří například Martínek, bradýř ve vsi Jana Peldryána, Pražští sládci Vincence Tučka (1819) a Vincence Bartáka (1823), Sládci Josefa Vorla (1837) nebo Žižkův dub Františka Bedřicha Kotta (1841).
I v současném divadle vznikají díla označovaná jako „zpěvohra“. Například v případě „prostonárodní zpěvohry“ Zlý jelen skladatele Jana Klusáka podle činohry Václava Klimenta Klicpery jde o vědomé použití obrozenecké terminologie k navození zamýšlené atmosféry. Jindy je tento pojem použit spíše ve významu hudební komedie nebo hra se zpěvy, tedy moderního zábavného hudebně-divadelního díla nemajícího komplexní ambice výpravného muzikálu – například Mendel aneb Vzpoura hrášků skladatele Karla Cóna pro zpěvoherní soubor Městského divadla Brno.

## Tzv. české zpěvohry
Pojmem „české zpěvohry“ v novější době označuje česká hudební a divadelní literatura hudebně dramatická díla pololidového původu v českém jazyce z 18. století (v době vzniku označovaná jako „opera“ nebo zdrobnělinami „operetta“ či „operella“). Na rozdíl od výše uvedených děl neobsahují mluvené části, pouze zpívané, a pojem „zpěvohra“ se pro ně používá pro jejich většinou malý rozsah a neprofesionální úroveň. Ve starší literatuře se označovaly jako „lidové zpěvohry“, ale tento název (jak upozornili Tomislav Volek a Jan Trojan) neodpovídá zcela skutečnosti, neboť jejich autory byli vesměs duchovní nebo kantoři, pro něž provozování a případně i kompozice hudby byly součástí profese. Tato díla však byla určena pro provozování mimo profesionální divadla. Jsou velmi různorodá, mají však některé společné rysy:
- Vzorem pro české zpěvohry byla především neapolská opera seria, vliv měla rovněž opera buffa a latinské školské drama.

- Podobně jako neapolská opera seria je zpěv v českých zpěvohrách rozdělen na zřetelné stavební kameny: recitativy, árie a sbory (chorusy).
  - Recitativ je vesměs v podobě recitativu secco; doprovázený recitativ (accompagnato) se nevyskytuje. Na některých místech však recitativ přechází do melodičtější linie – arióza. Na rozdíl od árií s ním skladatelé neměli zkušenost z církevní hudby, kterou provozovali nejčastěji, a vzory z italské nebo německé opery jim nepomáhaly vyjádřit českou deklamaci, proto je jejich recitativ často velmi schematický a nedokonalý, i když se pokouší o charakterizaci postav. Teprve v některých pozdějších dílech (Opera o komínku) se posunuje na vyšší kvalitu.
  - Árie mají většinou podobu strofických písní, melodie jsou příbuzné lidové písni a rytmy lidovému tanci. Arie da capo, která panovala v opeře seria, se vyskytuje jen výjimečně. Jako árie jsou označovány i duety a tercety, které mají nejčastěji dialogickou podobu, v níž se jednotlivé hlasy střídají, a nikoli souzní. Skutečné dvojzpěvy a trojzpěvy jsou řidší a hlasy jsou často v paralelních intervalech (terciích, sextách) spíše než samostatně.
  - Sbory (chorusy) se vyskytovaly především na konci aktu nebo celé opery, zpívali je všichni účinkující a byly nejvíce trojhlasé. Výjimečně velkým množstvím sborů se vyznačuje pozdní Opera o sládcích.

- Pěvecké úlohy jsou psány pro neprofesionální hlasy a zaujme přitom převaha nižších hlasů. Nejzastoupenější je vyšší ženský hlas, označovaný nejčastěji jako „canto“, který však odpovídá spíše mezzosopránu než sopránu; často se vyskytuje i alt. Z mužských hlasů je nejvíce zastoupen bas (podobně jako v italské buffě), často až ve ztrojení, což poukazuje na vliv soudobých českých pastorel. Tenor se vyskytuje řidčeji a často má ve skutečnosti barytonovou polohu, nebo je nahrazován altem. I některé mužské postavy jsou přitom psány pro ženské hlasy. Koloratura se vyskytuje jen výjimečně a spíše v parodické podobě.

- Samostatné instrumentální momenty jsou v českých zpěvohrách jen výjimečné. Uvozeny nejsou rozsáhlou předehrou, ale spíše jen kratší introdukcí nebo intrádou. Vedle toho se instrumentalisté uplatnili jen u árií v jejich vstupních, průběžných a závěrečných ritornelech.

- Nástrojové obsazení spočívá převážně v typické trojici dvou houslí a kontrabasu, které odpovídá dobově převládajícímu trojhlasu. Jen u pozdních děl ze samého konce 18. století na některých místech přistupují dechové nástroje, ale nástroje příbuzných skupin jsou sdruženy tak, že vzniká opět trojhlas. (Přitom trojhlas také převažuje ve zpěvu u sborů.)

- Hudba je převážně homofonní, což je jeden z mála hudebních prvků, který odpovídá spíše neapolské opeře než soudobé církevní hudbě. Jen místy se objevuje kontrapunkt.

Tyto zpěvohry se zachovaly v různém rozsahu – o některých se dochovala jen zmínka (zpěvohry Jakuba Jana Ryby), k některým známe jen libreto, u jiných se zachovala i hudba, avšak často v neúplné nebo přepracované podobě. I okolnosti jejich zachování ukazují na prostředí, v němž vznikaly: byly nalezeny v archivech některých klášterů nebo v pozůstalostech kantorských rodin.
Tematicky se řadí do několika okruhů. Tomislav Volek (1968) je dělí na a) zpěvohry o historicky významných a aktuálních událostech, b) zpěvohry o řemeslech, c) komické zpěvohry o lásce, o zlých ženách a opilých mužích apod. a d) školské hry-morality. Nověji je Jan Trojan dělí do tří skupin:
1. hanácké zpěvohry (též zvané hanácké opery nebo hanácké operety), skupina děl psaných ve stylizovaném hanáckém nářečí a spojených s prostředím premonstrátského kláštera Hradisko u Olomouce. Patří sem:
  1. Pargamotéka (1747) skladatele Ignáce (Alana) Plumlovského
  2. Gront a puvod plesání hanáckýho (1751) Ignáce Plumlovského
  3. Landebork (1757–1758) Ignáce Plumlovského nebo Josefa Schreiera
  4. Operetka o prajském rumlu (1758)
  5. Maréna a Kedrota (1778) Josefa Pekárka
  6. Jora a Manda Josefa Pekárka
  7. Píseň o císaři Josefovi II. (po r. 1790)
2. zpěvohry pocházející z Čech s vážnými náměty o nevolnictví, selském pozdvižení a válce
  1. Pláč krokodýlův aneb jináč Exequia francouzské (počátek 40. let 18. století)
  2. Solatia pacis (1763)
  3. Opera o selské rebelii (1775–1777) Jana Antoše
  4. Operella iucunda (Pán a sedlák)
3. žertovné a satirické zpěvohry
  1. Veritas exulans (60. léta 18. století) Josefa Schreiera
  2. Aurea libertas (60. léta 18. století) Josefa Schreiera
  3. Opera bohemica de camino (Opera o komínku, kolem 1770) Karla Loose
  4. Opilý muž skladatele Jana Tučka
  5. Opera praxatoria (Opera o sládcích) Václava Klose
  6. Opera ženatého
  7. Opera svobodného
  8. Opera o zlé ženě
  9. Kam se baby ženete a jiné

### Hanácké zpěvohry
Nejrázovitější skupinou českých zpěvoher 18. století je několik děl napsaných v hanáckém dialektu v prostředí premonstrátského kláštera Hradisko u Olomouce. První představení „hanácké opery“ – není známo, které – z pera velehradského cisterciáka P. Alana (občanským jménem Ignáce Plumlovského) je zaznamenáno k 26. říjnu 1747; P. Alan jich napsal pro hradišťský klášter několik. Byly uváděny pro pobavení vzácných hostům. a to i při návštěvě císařovny Marie Terezie a císaře Františka I. roku 1748. I když byly hanácké zpěvohry napsány pro zábavu šlechty a duchovních a dobromyslně parodovaly jak jazyk, tak způsoby hanáckých poddaných, rozšíření až zlidovění jednotlivých písní z nich svědčí o tom, že pronikly i mimo klášterní prostředí.
Nejstarší z hanáckých zpěvoher je jen v textu zachovaná Pargamotéka zřejmě z roku 1747; autorem hudby i textu byl Ignác Plumlovský. Název je zkomoleninou pojmu „pragmatická sankce“ a děj reaguje na válku o rakouské dědictví – králova dcera vysílá čtyři rozšafné Hanáky ke dvorům římského císaře a pruského, francouzského a španělského krále, aby u nich hájili její práva. Hanáci se vracejí s nepořízenou, avšak radí královně k obraně vlastními silami. Týž autor napsal zpěvohru Gront a puvod plesání hanáckýho z roku 1750, jež představovala spíše jen defilé rázovitých venkovských postav přicházejících blahopřát premonstrátskému klášteru k 600. výročí jeho založení. Za dílo Plumlovského je označována i drobná hanácká zpěvohra O prajském rumlu, v níž dva Hanáci Jóra a Macek komentují odražení pruských vojsk od Olomouce roku 1758. Avšak jedinou z těchto zpěvoher, která se dochovala v relativní úplnosti, je Landebork, jehož vznik je kladen kolem roku 1757. Název je zkomoleninou slova „Brandenburk“. Hanácký synek je za pruského vpádu nuceně zavlečen k nepřátelskému vojsku. Nešťastní rodiče se obracejí o pomoc na rechtora, který doufá, že se osud otočí proti Prusům. A skutečně, syn brzy přichází zpět a vypráví o tom, jak byl „Landebork“ donucen prchnout z Prahy i z Čech. Všichni vyzdvihují slávu rakouského domu a Landeborkovu hanbu. Dosti rozsáhlá opera (introdukce, 8 recitativů, 7 árii a dva chóry) je po textové i hudební stránce jedinečnou ukázkou české pololidové kultury. I tato opera bývala připisována Plumlovskému, nověji je však navrhováno autorství Josefa Schreiera.
Pozdější fázi hanáckých zpěvoher představují dvě jednoaktová díla – zvaná též „hanácké operety“ spočívající v komickém výstupu jen dvou postav: Maréna a Kedrota a Jora a Manda z počátku 80. let 18. století. Texty ve stylizovaném dialektu napsal hradišťský řeholník Josef Bulín (P. Mauritius), hudbu k nim napsal rektor německé školy v Hněvotíně Josef Pekárek; oproti např. Landeborkovi se jedná o textově i hudebně prostší díla, která však zjevně získala oblibu lidu, neboť řada z nápěvů se dochovala ve sbírkách lidových písní. V první z těchto operet si dvě děvčata, Maréna a Kedrota, stěžují na nedostatek chlapců k ženění – všichni byli odvedeni na vojnu a jim nezbývá než panenská ctnost. Téma války se objeví i ve sporu vesnického páru: Jora se po hádce s Mandou rozhodne dát se na vojnu a stát se pánem, ale brzy si to rozmyslí a vrací se ke kající Mandě.
Poslední z této série děl je Píseň o císaři Josefovi II., zřejmě od Václava Jiřího Dusíka, napsaná brzy po císařově smrti. Sedlák Jora naříká nad smrtí dobrého císaře, jeho přítel Ondra však nechce věřit a domnívá se, že Josef ještě žije. Rychtář pak smutnou novinu potvrzuje s autoritou účastníka císařova pohřbu a všichni truchlí za milovaným císařem.

### Zpěvohry o aktuálních událostech
Vedle hanáckých zpěvoher, z nichž některé se také týkají aktuálních událostí, zejména válečných, se válečná tematika objevuje ve dvou nevelkých dílech. Ve skladbě pro tři hlasy Pláč krokodýlův aneb jináč Exequia francouzské si postavy stěžují na příkoří páchané francouzskými a bavorskými vojsky při okupaci Čech v letech 1741–1742 a provolávají slávu Marii Terezii. Dialogickou, tedy opernější formu má zpěvohra Solatia pacis (Potěšení z míru), kterou Josef Kalousek časově situoval do doby po Hubertusburském míru (1763): v ní si rychtář, sedlák a chalupník nejprve stěžují na především peněžní oběti, jež po nich vyžaduje válka s Landiburkem (tj. Pruskem), a pak slaví uzavřený mír.
Námětově i rozsahem mezi českými zpěvohrami vyniká tříaktová zpěvohra Opera o selské rebelii východočeského kantora Jana Antoše (zachovaná v úplnosti pod názvy Opera de Rebellione Boëmica Rusticorum a Opereta o sedlskej svobodě aneb rebelírování). Tématem je velké poddanské povstání z roku 1775, mezi postavami je i vůdce rebelie, rychtář kolísající mezi solidaritou se sedláky a loajalitou k vrchnosti, jakož i pán, který v ohrožení před sedláky ustupuje, aby po jejích porážce své sliby zase odvolal. I když opera končí potvrzením starých pořádků, bylo samotné téma velmi populární a jsou dochovány četné doklady o jejím uvádění až do 19. století.
Na menší ploše se tématem vztahu pánů a poddaných zabývá opera ve formě dialogu zvaná Opera iucunda (Opera zábavná) aneb Pán a sedlák z Bakova nad Jizerou: Sedlák si v ní nezvykle upřímně stěžuje na útrapy, které mu pán činí, a Pánovy nadávky a výhrůžky mu vrací, i tato opera však končí poddáním se stávajícímu společenskému řádu.
Jen z neúplného textového zápisu rytíře Jana Jeníka z Bratřic je známa zpěvohra zvaná Verbování na Koňském trhu, ve které se nechá selský synek naverbovat na vojnu, aby utekl před svou ženou, ale strasti vojenského života jej brzy přivedou zpátky k manželce. Podle Jeníka z Bratřic se hrála kolem roku 1770 v malostranském jezuitském semináři a jejím autorem byl Jan Tuček.

### Zpěvohry žertovné
Do této skupiny patří rozmanitá díla většinou menšího rozsahu a různé literární i hudební úrovně.
Dvě významná díla napsal zřejmě v 50. letech 18. století bílovický rektor Josef Cyril Schreier; jde o mravoučná díla, byť s humorem, psaná spisovnou češtinou a prozrazující vliv seminářského či klášterního prostředí. Ve zpěvohře Veritas exulans (Vyobcovaná Pravda) personifikovaní Svět a Politika vyhánějí Pravdu z pozemského světa, kde nenachází u žádné společenské vrstvy zastání – příbytek nalezne jen na nebesích. Rozvernější Aurea libertas (Zlatá svoboda) je dialogem zkušeného muže s mladým a nezkušeným o slastech a strastech stavu manželského.
Zřejmě vůbec nejznámější předobrozeneckou zpěvohru napsal Karel Jan Loos kolem roku 1770. Je to krátká Opera o komínku (Opera bohemica de camino), z níž řada písní zlidověla, již roku 1948 byla nahrána na gramofonovou desku, později byla inscenována v televizi a je často uváděna na divadle. Zedník se svým pomocníkem nedbale stavějí komín a doufají, že vydrží stát, dokud nedostanou zaplaceno. Komín se však zbortí a objednatel se zlobí, řemeslníci jej filosoficky utěšují a slibují postavit komín nový. Ke vtipnému textu přiléhá přitažlivá hudba, v níž se prolíná styl italské buffy i české lidové písně.
Ze života řemeslníků čerpá i anonymní Opera o sládcích (Opera praxatoria), zachycující živé dění mezi řemeslníky v pivovaře před inspekcí. Zajímavý je velký podíl sborů (které se jinak v českých zpěvohrách vyskytují zřídka) a soustavné parodování náboženských témat.
Zpěvohra známá pod názvem Opilý muž, vlastně obhroublý dialog mezi opilým mužem a jeho hádavou ženou, je spíše než obhroublým libretem zajímavá značně invenční hudbou čerpající z italské opery buffa. (Jan Tuček je také patrně autorem opery-pantomimy Zamilovaný ponocný (1763), kterou lze považovat za první profesionálně provozovanou operu v českém jazyce.) Řada opisů naznačuje, že se Tučkova skladba stala velmi oblíbenou. Na oblíbený námět o opilci vznikla řada dalších drobných hudebně dramatických skladeb, které však nedosahují Tučkovy úrovně. Je to například anonymní Žena jde pro sedláka do hospody zachovaná v opise z Radnic, jiná anonymní Opera o zlé ženě zachovaná v opise ze Zlaté Koruny, Opera o ožralcy od Přibyla zachovaná v opisech z Pelhřimova, Nového Jičína a Radnic nebo pozdní Masopůstní opera o třech pijácích Ma. Zháněla, patrně z Lomnice nad Popelkou .
Mezi žertovné zpěvohry lze zařadit i jedinou v libretu dochovanou zpěvohru Jana Jakuba Ryby Veselé živobytí aneb Vandrovní muzikanti z roku 1794, která však má singspielovou formu.